# Padenia transversa
Padenia transversa är en fjärilsart som beskrevs av Walker 1854. Padenia transversa ingår i släktet Padenia och familjen björnspinnare. Inga underarter finns listade i Catalogue of Life.